# 條紋多指鮋
條紋多指鮋（学名：Choridactylus striatus）為輻鰭魚綱鮋形目鮋亞目毒鮋科的其中一種熱帶海水魚，其种加词“striatus”意为“有条纹的”。分布於西印度洋亞丁灣海域，棲息深度26-33公尺，體長可達15.9公分，棲息在底層水域，生活習性不明。